# Drymobius margaritiferus
Drymobius margaritiferus (рейсер строкатий)— вид неотруйних змій родини вужеві.

## Поширення
Вид поширений від долини річки Ріо-Гранде у Техасі і на південь до  Колумбії.

## Опис
Змія сягає завдовжки до 127 см. Тіло чорного кольору з характерними жовтими і синіми плямами. Крім того на кожній лусочці знаходиться по одній світлій плямі. Весь візерунок надає змії загальний зеленуватий відтінок. Губи жовті з чорними швами. Черево, як правило, жовто-зелене.